# Lafarge
Група «Lafarge» (французькою читається [laˈfaʁʒ], «Лафарж») — французька промислова компанія, що спеціалізується на  виробництві трьох основних продуктів: цементу, щебеню (наповнювачів) та бетону. 
10 липня 2015 року Lafarge об'єдналась зі  швейцарською цементною компанією Holcim. 15 липня нова компанія  офіційно запрацювала по всьому світі під назвою  LafargeHolcim. 8 липня 2021 р назву LafargeHolcim було змінено на Holcim Group.

Завод «Lafarge» у Ле-Тей у 1909 р.

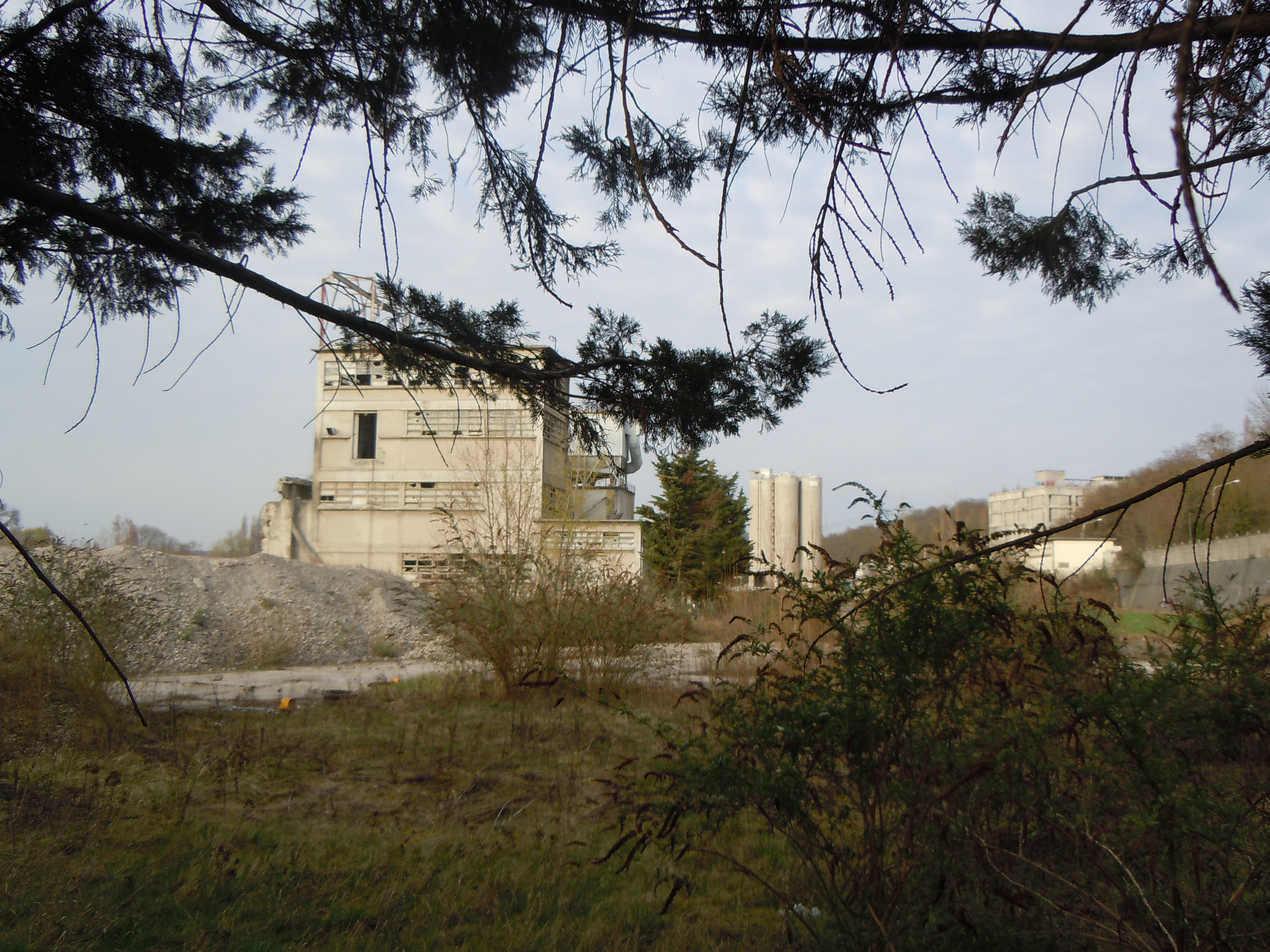
Завод «Lafarge» у Кормей-ан-Парізі, зупинений у 1990 р. У наступні роки його було розібрано для того, щоб повернути місцевості природний вигляд.

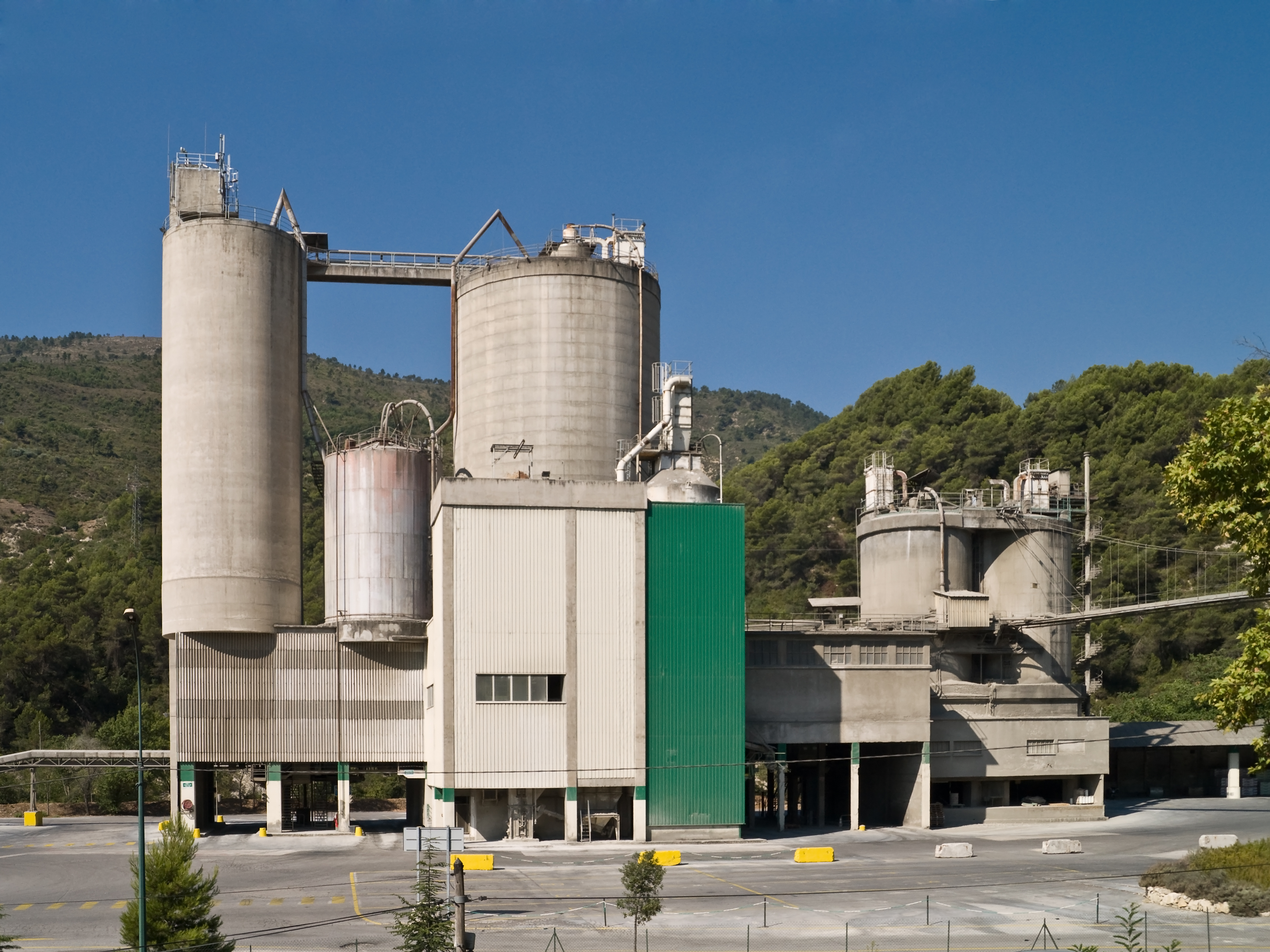
Цементний завод «Lafarge» у Конті, Франція, фото 2009 р.

## Історія

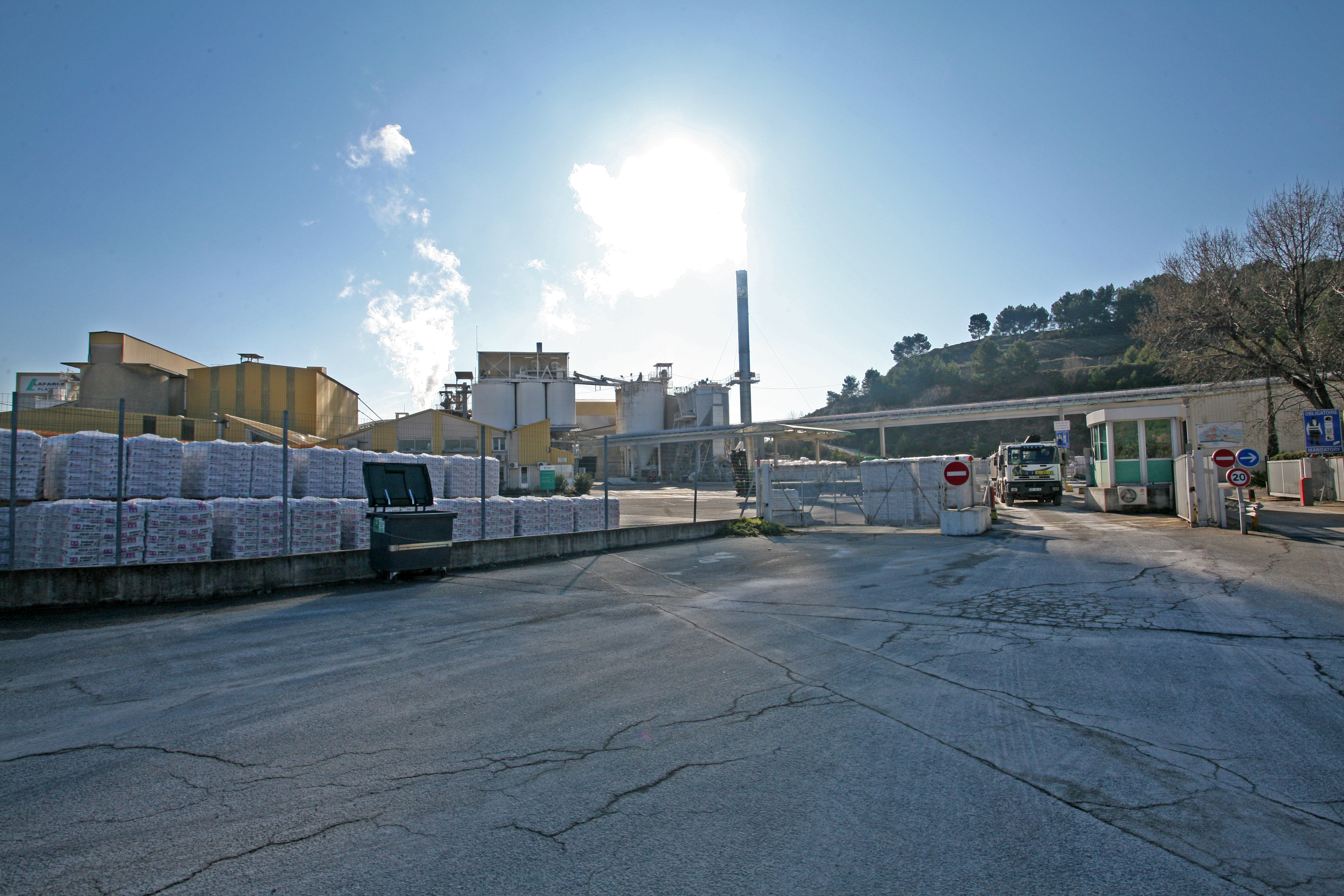
Гіпсовий кар'єр «Lafarge» у Мазані, Франція, фото 2009 р.

### XIX сторіччя
Історія групи «Lafarge» розпочалася у 1833 р., коли Жозеф-Огюст Павен де Лафарж (фр. Joseph-Auguste Pavin de Lafarge) успадкував компанію «Павен де Лафарж» (фр. Pavin de Lafarge), що її було засновано у 1749 р. і яка належала його родині. Печі для обпалення вапна знаходилися у французькому департаменті Ардеш поблизу вапнякового кар'єру (білий глинистий вапняк, що давав високогідравлічне вапно) біля річки Рона на горі Сен-Віктор (фр. mont Saint-Victor) між муніципалітетами Ле-Тей та Вів'є.
У 1848 р. назва компанії змінилася на «Lafarge Frères» (укр. «Брати Лафарж») після того, як керівниками компанії стали сини Жозефа-Оґюста Едуард і Леон.
У 1864 р. «Lafarge» виграв тендер на постачання 200 тис. тонн гідравлічного вапняку для будівництва Суецького каналу. Хоча 20 печей компанії на час виграшу тендеру виробляли лише 50 тис. тонн вапняку на рік, компанія швидко збільшила виробництво для того, щоб поставити продукцію без затримок. Канал було урочисто відкрито 17 листопада 1869 р.
У 1866 р. «Lafarge» почав виробництво портландцементу в Алжирі, що вважається датою виходу компанії у Середземномор'я.
У 1887 р. у Ле-Тей було відкрито першу у світі дослідницьку лабораторію з вивчення цементу. У цій лабораторії в 1908 р. Жюлем Б'єдом (фр. Jules Bied) було виготовлено алюмінатний цемент (англ. aluminous cement) під маркою «Ciment Fondu», а у 1933 р. Етьєн Ранґад (фр. Etienne Rengade) розв'язав проблему гідролізу.
У 1889 та 1900 р.р. «Lafarge» отримав золоті медалі на «Всесвітніх виставках» у Парижі за свою соціальну політику стосовно робітників компанії (будівництво їдалень, шпиталів, шкіл, дитячих садків).
У 1899 р. було розроблено «техніку гасіння в обертовому барабані» (англ. revolving roller extinction technique), інноваційний процес для створення білого вапна, морського вапна і екстра-білого цементу. Першими будівлями, зроблених з використанням цих продуктів «Lafarge», стали Нью-Йоркська фондова біржа (тесаний камінь та шви з білого цементу), причал у Венеції, порт Алжира та Корінфський канал.

### XX сторіччя
У 1908 р. Жюлем Б'єдом було створено «Ciment Fondu ®», стійкий до зовнішніх впливів і високих температур цемент, отриманий шляхом змішування вапняку і бокситів. Цей цемент швидко набув відмінної репутації завдяки своїм численним чудовим властивостям, зокрема, швидким твердінням і стійкості до корозії та високих температур. Цей вид цементу застосовували у паризькому метро, на нафтових платформах, в обладнанні для провідних світових виробників сталі, для стартового майданчика ракет «Ariane» на космодромі Куру у Французькій Ґвінеї тощо. «Ciment Fondu ®» є базовим компонентом для ряду інноваційних продуктів, включаючи спеціальні розчини та вогнетривкі бетони.
У 1921 р. було отримано перший патент на білий цемент (у цьому матеріалі під час виробничого процесу глина замінюється на каолін, який містить низьку кількість оксиду заліза). Білий цемент має такі самі властивостями, як і звичайний сірий цемент, але є естетичнішим. Білий цемент використовується досі, наприклад, архітектор Сантьяґо Калатрава використовував його у Франції у 1994 р. для будівництва станції швидкісних потягів Ліон-Сент-Екзюпері. У 1932 р., за 10 років після створення білого цементу, було створено новий продукт «Superblanc». Ле Корбюзьє вибрав цей цемент у 1936 р. для створення фасадів міністерств освіти і охорони здоров'я у Ріо-де-Жанейро, Бразилія.
У 1930 р. групою було вперше проведено рекультивацію кар'єру у Дравей. Наразі «Lafarge» планує рекультивацію кожного майданчика до початку видобутку. Екологічна експертиза перед початком діяльності визначає усі заходи, які будуть необхідні для захисту довкілля, біологічного різноманіття та місцевого населення. Майже 90 % майданчиків видобутку нерудних матеріалів мають рекультиваційні плани, які забезпечують їм друге життя.
У 1931 р. групою було придбано компанію «Gypses et Plâtres de France» з Південної Франції, яка була власником низки гіпсових кар'єрів.
Це придбання позначило вступ «Lafarge» на перспективний ринок гіпсу. Пізніше «Lafarge» став третім за величиною виробником гіпсу у світі.
У 1947 р. штаб-квартира компанії була перенесена з Вів'є в департаменті Ардеш до Парижа. На той час «Lafarge» став провідним виробником цементу у Франції та Північній Африці.
У 1956 р. було побудовано перший завод «Lafarge» з виробництва цементу в Північній Америці, у м. Річмонд в Західній Канаді. Створення «Lafarge Cement of North America» («LCNA»). У 1960 р. «Lafarge» придбав дві компанії з виробництва бетону, «Deeks-McBride» та «Anglo-Canadian», організувавши виробництво бетону з власними автобетонозмішувачами. У 1965 р. було розпочато будівництво цементного заводу в Сан-Констані у Квебеку. До кінця 60-х років XX ст., «Lafarge» став третім найбільшим виробником цементу в Канаді, з річною виробничою потужністю 900 тис. тонн.
У 1959 р. «Lafarge» придбав частку в бразильській компанії «Cominci» та побудував свій перший завод з виробництва цементу в Бразилії у містечку Матозіньюс. Цей завод був першим з виробництва знаменитої марки цементу «Чемпіон» (порт. Campeão). Особливий логотип та упаковка продукту були створені на честь бразильської футбольної команди, яка щойно виграла Кубок світу.
У 1970 р. було здійснено злиття «Lafarge Cement of North America» («LCNA»), заснованого у 1956 р., і найбільшого цементного виробника Канади «Canada Cement Company», що його було засновано у 1909 р. Нову компанію було названо «Canada Cement Lafarge Ltd.» («CCL»). «CCL» став найбільшим виробником цементу в Канаді, маючи 11 заводів.
У 1971 р. було укладено угоду з французьким міністерством у справах навколишнього середовища щодо зниження викидів пилу. З 1971 р. «Lafarge» робить активні кроки щодо зниження викидів пилу від цементних заводів. Група робить більше, ніж просто дотримується правил експлуатації обладнання і процесів, які використовуються на заводах, на кшталт витяжних фільтрів, — обладнання постійно вдосконалюється завдяки використанню нових технологій. Програма «Sustainability Ambitions 2012 roadmap», розпочата у 2007 р., ставить за мету скоротити викиди пилу на 30 % до 2012 року на всіх заводах компанії в усьому світі.
У 1972 р. після першої нафтової кризи, групу було реорганізовано і було створено «Lafarge Holding Company». Нові методи управління і ефективніші виробничі процеси дозволили групі продовжити своє зростання. Науково-дослідна команда «Lafarge» розробила добавки для зменшення потреби використовувати воду, також відомі як «суперпластифікатори», що роблять бетонну суміш рухомішою без додавання додаткової води. Тридцять років потому ця інноваційна технологія буде використовуватися для створення технології «Agilia», бетону, що сам вирівнюється і сам розтікається.
У 1974 р. вперше було використано відходи сільськогосподарської промисловості (рисове лушпиння, відходи кавового виробництва) для зменшення вартості виробництва будматеріалів. Таких підхід знижує використання викопних видів палива, розширює джерела енергії, а утилізація відходів вигідна для суспільства. Це також знижує викиди CO2 — це особливо важливо, враховуючи, що цементна промисловість відповідає за 5 % від глобальних викидів вуглекислого газу.
У 1977 р. було опубліковано принципи дій компанії (англ. Group's Principles of Action). Олів'є Лесерф, голова групи з 1974 до 1989 р., заявив: «Ми намагаємося керувати, служачи, а не домінувати. Справжня леґітимність лідера полягає в його здатності служити». Принципи дій являли собою набір загальнолюдських цінностей і зобов'язань, загальні для всіх співробітників. Вони включали в себе:
- мету (англ. vision): стати безперечним лідером на ринку,
- зобов'язання щодо зацікавлених сторін (англ. commitments to stakeholders): споживачів, акціонерів, місцевих громад,
- шлях «Lafarge» (англ. the Lafarge Way) — кодекс поведінки для успішної роботи кожного співробітника[4].

У 1980 р. новостворена «Lafarge Coppée Group», народжена від злиття «Lafarge» і «Coppée», стає провідним виробником цементу в Північній Америці. Кількість співробітників групи збільшилася з 12 тис. до 17 тис..
З придбанням «General Portland Inc.», третього найбільшого виробника цементу у світі, у 1981 р. «Lafarge» стала одним з найбільших виробників цементу в Північній Америці. У цьому ж році на ринок було виведено бетони з високими виробничими властивостями («HPC» — англ. high performance concrete) з винятковим рівнем міцності.
У 1985 р. вперше інвестував у регіон на південь від Сахари, розпочавши будівництво у Камеруні. З часом, група розширилася в Кенії (1989 р.), Південній Африці (1998 р.), Уганді, Беніні (1999 р.), Зімбабве, Танзанії, Малаві, Нігерії та Замбії (2001 р.). Наразі «Lafarge» присутній у 10 країнах на південь від Сахари.
У 1989 р. «Lafarge» придбав швейцарську компанію «Cementia», що принесло ряд престижних брендів у портфель групи: «Asland» (№ 1 в Іспанії), «Perlmooser» (№ 1 в Австрії, компанія з 100-річною історією), «Bamburi» (№ 1 у Кенії), «Semen Andalas» в Індонезії, три цементні заводи у США.
У 1990 р. «Lafarge» підписав угоду з «Zement Karsdorfer». Цей цементний актив у Східній Німеччині був найпотужнішим за продуктивністю в Європі, йому належала майже половина кількості цементу виробленого у Франції. Продовження розширення групи в Східній Європі. Дослідницька команда «Lafarge» була змінена, його науково-дослідний центр було створено на острові Л'Іль-д'Або (фр. L'Isle-d'Abeau) поблизу Ліона у Франції. Ця лабораторія стала провідною у світі у тім, що стосується будівельних матеріалів. Цей осередок високих технологій об'єднує техніків і дослідників з усього світу. Сотні патентів, заснованих на їхніх роботах, були зареєстровані по всьому світу.
У 1994 група придбала свій перший завод з виробництва цементу в Хуабеї у Китаї. Це була перша з багатьох інвестицій в країні. Гіпсовий бізнес почав розвиватися в 1996 р., спільне підприємство з австралійською компанією «Boral» було створене у 2000 р. У 2002 році в провінції Сичуань було побудовано завод цементу у місті Дучан'ян (кит.: 都江堰, англ. Dujiangyan). Другу виробничу лінію було введено в 2005 р. з впровадженням передових технологій та екологічних стандартів. У 2002 р. група придбала 70 % акцій цементного заводу в найбільшому місті світу Чунціні, провінція Сичуань у КНР.
У 1995 р. «Lafarge» реалізував свої перші програми з переробки відходів виробництва для їхнього використання як альтернативу стандартним видам сировини та палива на всіх промислових об'єктах, де це технічно можливо. Як член-засновник «WBCSD» — «Всесвітньої ради підприємців з екологічного будівництва» (англ. World Business Cuncel for Sustainable Development), «Lafarge» заохочує будівництво будівель, дотримуючись принципів поваги до людей і довкілля. Група опублікувала свою екологічну політику і взяла на себе зобов'язання щодо збереження місць видобутку. «Lafarge» запустив свій перший план з розміщення акцій серед співробітників компанії (англ. employee stock option plan), який дозволив співробітникам мати частку в фінансовому успіху групи і заохочував почуття спільності.
У 1997 р. було придбано британську групу «Redland», що зміцнило позиції «Lafarge» у сфері нерудних матеріалів і бетону. «Lafarge» опинився в групі лідерів у галузі будівельних матеріалів у Північній Америці, незабаром став працювати в секторі покрівельних покриттів.
«Lafarge» створив напрямок щебеню та бетону (англ. Aggregates & Concrete Business), значно поліпшив свої позиції у сфері виробництва бетону, нерудних і дорожніх матеріалів, зокрема у Франції, Великій Британії, США і Канаді.
Новий бізнес покрівельних матеріалів «Lafarge» (англ. Roofing Business) став № 1 на світовому ринку, зокрема в Північній та Південній Америці (США, Мексика, Бразилія, Аргентина), в Азії (Японія, Китай, Індонезія, Малайзія, Філіппіни, Таїланд, Індія) та у Південній Африці.
У 1998 р., продовжуючи свою стратегію зростання в Азії, «Lafarge» придбала два заводи гіпсокартону у Південній Кореї, недалеко від міста Пусан. Южнокрейскій ринок гіпсокартону є другим за величиною в регіоні і пропонує відмінні можливості для подальшого зростання. «Lafarge» також увійшов на індійський ринок цементу, купивши цементний підрозділ «TISCO» («Tata Iron & Steel Company Ltd»), і став провідним виробником в Індії.

### XXI сторіччя
У 2000 р. «Lafarge» і «Всесвітній фонд дикої природи», найбільша організація з охорони природи у світі, підписали 5-річну угоду в рамках партнерської програми «Conservation Partner». Група «Lafarge» була вперше включена до індексу корпоративної стійкості Доу-Джонса, глобального індексу, що враховує компанії, які є «найпросунутіші» з точки зору екології. В той самий рік відбулося злиття відділень нерудних матеріалів «Lafarge» і «Warren Paving & Materials Group» — таким чином «Lafarge» став одним з провідних виробників нерудних матеріалів на північноамериканському ринку. «Lafarge» і «Boral» підписали угоду про спільне підприємство для їхнього бізнесу гіпсу в Азії. Було запущено два нові продукти з дуже високою доданою вартістю («Ductal» — бетон з ультра-високими виробничими властивостями, та «Agilia» — вкрай рухливий бетон, що саморозтікається та самовирівнюється.
У 2001 р. було придбано «Blue Circle». Група стала провідним виробником цементу у світі і зміцнила свої позиції на ринках, що розвиваються. В рамках свого новаторського партнерства з «Всесвітнім фондом дикої природи», група розробила амбітну мету щодо скорочення викидів CO2 на 20 % в 2010 році в порівнянні з рівнем 1990 року. «Lafarge» отримав нагороду як приватна компанія, що забезпечує найефективніші природоохоронні заходи. «Lafarge» представила свою методологію реструктуризації на заводі в Марокко. Програма включала переїзд на нове місце роботи в компанії у регіоні, гранти та навчання для створення малого бізнесу, або достроковий вихід на пенсію до 55 років.
У 2002 р. було підписано рамкову угоду про зміцнення співпраці між «Lafarge» та французьким «Національним центром наукових досліджень» (фр. «CNRS», «Centre national de la recherche scientifique»). Метою загальних дослідних проектів стало глибше розуміння гідравлічних в'яжучих речовин і впровадження основних інновацій в сферу будівельних матеріалів.
У 2002 р. «Lafarge»'ем було створено лінію гіпсокартону на замовлення «PLAtec». Цю продукцію було використано, зокрема, в інтер'єрі штаб-квартири «Virgin» у Франції та для комплексу урядових будівель в департаменті Воклюз за дизайном Ренцо Піано.
У 2003 р. «Lafarge» підписав 5-річний договір про співпрацю з «Care», неурядовою організацією для боротьби зі СНІДом. Договір стосувався освіти, профілактики, боротьби з дискримінацією жертв хвороби, анонімне обстеження та антивірусні програми лікування.
У 2003 р. група створила комісію зацікавлених сторін (англ. stakeholder panel), щоб отримати «зовнішній погляд» на свою діяльність і стратегію. 9 членів комісії було відібрано з урахуванням їх знань і практичного досвіду.
У 2003 р. група приєдналася до інших гравців великого бізнесу для дотримання 10 основних принципів, що стосуються прав людини, трудових норм, охорони навколишнього середовища та боротьби з корупцією.
У 2004 р. група розвиває свій бізнес в країнах, що розвиваються, будуючи нові заводи в Азії (Таїланд, Індія, Камбоджа тощо), консолідуючи свої позиції в Кореї, розширюючи свої цементні потужності в Північній Африці та Східній Європі тощо.
У 2004 р. було виведено на ринок перший гіпсокартон з 4 конічними краями під торговою маркою «Signa».
Після цунамі в грудні 2004 року «Lafarge» організовує надання надзвичайної допомоги співробітникам і членам їх сімей.
У 2004 р. «Lafarge» об'єднав зусилля з відомим «Національним будівельним музеєм» у Вашингтоні, США, щоб організувати виставку, присвячену бетону.
У 2004 р. «Lafarge» приєднався до «Transparency International», організації для боротьби з корупцією.
У 2005 р. через спільне підприємство «Lafarge» подвоїв свої виробничі потужності у Китаї і став третім найбільшим виробником цементу в країні. Він також інвестував 300 млн € в розширення виробничих потужностей свого гіпсового бізнесу.
У 2005 р. на ринок виведено асортимент декоративних бетонів «Artevia».
2005 р. «Lafarge» входить до 100 найефективніших транснаціональних корпорацій з точки зору сталого розвитку. Група підписує угоди щодо соціальної відповідальності та міжнародних суспільних відносин з трьома міжнародними профспілками.
У 2005 р. три проекти групи, що їх було реалізовано в країнах, які розвиваються, отримали статус «Механізму чистого розвитку» (англ. Clean Development Mechanism), що дозволило впроваджувати проекти зі скорочення обсягів викиду парникових газів у країнах, для яких не було встановлено обсягів викиду за Кіотським протоколом до Рамкової конвенції ООН про зміну клімату.
У 2005 р. було підписано глобальну рамкову угоду з «Habitat for Humanity International» (програма ООН стосовно населених пунктів) щодо будівництва дешевого житла на 5 континентах.
У 2005 р. «Lafarge» співпрацював з престижними університетами для організації архітектурного симпозіуму в Шанхаї (англ. Shanghai Architectural Symposium).
У 2006 р. група прискорила своє зростання. Брюно Лафон був призначений генеральним директором групи. Розпочато здійснення стратегічного плану «Excellence 2008», яким передбачалося поліпшення показників промислових підприємств, зміцнення позицій у країнах, які розвиваються і додаткові дії для підтримання екологічного будівництва. «Lafarge» викупив акції міноритарних акціонерів у своєму північноамериканському бізнесі та став лідером у Північній Америці в усіх напрямках своєї діяльності.
У 2006 р. було випущено на ринок технологічний цемент без пилу під торговельною маркою «Sensium».
У 2006 р. Жаком Феррьє (фр. Jacques Ferrier) у партнерстві з «Lafarge» було розроблено концепцію екологічної вежі, побудованої з інноваційних матеріалів «Hypergreen».
У 2006 р. у партнерстві з двома престижними інженерними школами «Lafarge» створив кафедру матеріалів для екологічного будівництва.
У 2006 р. «Lafarge» став партнером виставки «Бетон — оце так дивина!», що її було організовано «Музеєм мистецтв і ремесел» у Парижі.
У 2007 р. «Lafarge» поступився своїми активами у підрозділі покрівельних матеріалах (англ. Roofing Business) інвестиційному фондові «PAI partners», щоб зосередитися на своїй основній діяльності.
У 2007 р. в ухваленій програмі «Sustainability Ambitions 2012» було поставлено амбітні цілі щодо поліпшення здоров'я працівників, розв'язання проблем зміни клімату та захисту біосфери.
У 2007 р. на ринок було запущено два нові види бетону «Extensia» і «Chronolia» — їхнє застосування економить час і скорочує застосування ручної праці.
У 2007 р. група розширила свій дослідницький центр, додавши новий експериментальний завод бетону, що дозволив дослідникам перевіряти результати лабораторних досліджень у режимі реального часу і в промислових масштабах.
У 2008 р. було придбано «Orascom Cement», який володів цементними заводами на Близькому Сході та в басейні Середземного моря. «Orascom Cement» займав ключові позиції на перспективних ринках Єгипту, Алжиру, Об'єднаних Арабських Еміратів та Іраку. «Orascom Cement» також виявився компанією, де було підібрано талановиті кадри, що володіють унікальним досвідом роботи на таких ринках.
У 2009 р. «Lafarge» продовжував зростати у країнах, що розвиваються — в Еквадорі, Нігерії, Іраку тощо. Було запущено нову ґенерацію ізоляційних бетонів під маркою «Thermedia».
У 2010 р. «Lafarge» підсилює свою інноваційну стратегію та впроваджує проект під назвою «Aether» (укр. етер), спрямований на скорочення CO2 під час виробництва цементу — на честь 20-річного ювілею свого Технологічного Центру.
У 2010 р. група стала партнером французького павільйону на «Shanghai World Expo 2010».
У 2010 р. «Lafarge» посилив свою присутність у Бразилії після купівлі пакету акцій «Cimpor Votorantim» і став одним з трьох основних виробників цементу в країні.
У 2010 р. «Lafarge» і «Strabag», найбільша будівельна компанія в Центральній і Східній Європі, створили холдинг, що розташовується в Австрії.
У 2011 р. «Lafarge» та «Anglo American» оголосили про створення найбільшого виробника будівельних матеріалів у Великій Британії.
У 2011 р. група продала потужності з виробництва цементу та бетону у південно-східних районах США колумбійській групі «Cementos Argos». Також було оголошено про продаж гіасового бізнесу у Європі, Південній Америці, Австралії та Азії.
У 2011 р. «Lafarge» представив проект нової організації групи, що має бути гнучкішою, ніж раніше, більш сфокусованою на ринках та своїх клієнтах.
Було оголошено про план скоротити викиди CO2 на 33 % у перерахунку на тонну виробленого цементу до кінця 2020 р.
У 2011 р. «Lafarge» запустив на ринок нове покоління проникаючих бетонів під торговою маркою «Hydromedia».
«Lafarge» є лідером світової цементної промисловості з виробничими потужностями у 51 країні.
Виробництво нерудних матеріалів і бетону нині організоване у 29 країнах зробило значний стрибок у 1997 р. з придбанням «Redland plc», одного з провідних виробників нерудних матеріалів і бетону.
У 2013 році «Lafarge» прийняв новий слоган  «Будуємо кращі міста», що відображає прагнення Групи сприяти поліпшенню міст шляхом розробки інноваційних будівельних продуктів, рішень та систем. Внесок «Lafarge» в кращі міста розв'язує деякі основні проблеми урбанізації.
У вересні 2013 року «Lafarge» погодився продати свою 53,3 відсоткову частку в дочірній компанії в Гондурасі Lafarge Cementos SA de CV компанії Cementos Argos за 232 мільйони євро. 
10 липня 2015 року Lafarge об'єднався з Holcim, швейцарською цементною компанією.
15 липня 2015 року нова компанія  офіційно запрацювала по всьому світі під назвою LafargeHolcim, створивши нового лідера у галузі будівельних матеріалів. 